# الوود (نیویورک)
الوود (به انگلیسی: Elwood) یک منطقهٔ مسکونی در ایالات متحده آمریکا است که در شهرستان سافک، نیویورک واقع شده‌است. الوود ۱۲٫۵ کیلومتر مربع مساحت و ۱۱٬۱۷۷ نفر جمعیت دارد و ۵۶ متر بالاتر از سطح دریا واقع شده‌است.